# Embalse de La Minilla
El Embalse de La Minilla pertenece a la cuenca de la Confederación Hidrográfica del Guadalquivir y se encuentra ubicado en la provincia de Sevilla. Su construcción fue comenzada por el Ayuntamiento de Sevilla en 1942, aunque fue finalizado por la Confederación Hidrográfica del Guadalquivir. Se comenzó su explotación en 1957. Se accede a través de la N-630.
Situado en las cercanías de la ciudad de Sevilla, entre los pueblos de El Castillo de las Guardas, El Garrobo, El Ronquillo y Zufre, el embalse sobre la Rivera de Huelva tiene una capacidad de embalsado de 58 hm³.

## Características ambientales de la cuenca
- Paisaje: relieve ondulado.
- Vegetación: comunidades vegetales catalogados. Vegetación climática 40%.
- Fauna: especies catalogadas de interés.
- Geología: -
- Hidrogeología: dendrítica.
- Edafología: formaciones de matorral denso con arbolado.